# The Red Man and the Child
The Red Man and the Child è un cortometraggio del 1908, oggi perduto, diretto da David W. Griffith. Il film segna l'esordio cinematografico dell'attore bambino John Tansey. La sceneggiatura si basa su un romanzo di Bret Harte.
Si tratta del primo di circa 30 cortometraggi diretti da David W. Griffith che hanno per soggetto l'esperienza dei nativi americani degli Stati Uniti d'America. I nativi americani sono presentati qui come nobili e sagge figure di cacciatori, che vivono pacificamente immersi nella natura selvaggia in un rapporto amichevole con i bianchi che li rispettino. Essi si trovano però ad essere vittime dell'avidità di alcuni uomini bianchi senza scrupoli. La loro violenza è provocata come vendetta dei torti subiti. Per Griffith un regime di segregazione, secondo il principio "separati ma uguali", era l'unico su cui si potesse fondare un "armonioso e rispettoso rapporto tra le diverse razze" in America. A queste condizioni Griffith non esita a prendere apertamente le parti dei nativi americani contro le prevaricazioni dei bianchi.
Secondo le convenzioni dell'epoca e come di regola nei film di Griffith, i ruoli protagonisti di nativi americani sono interpretati da attori bianchi in "redface", qui Charles Inslee e il piccolo John Tansey.

## Trama
Un nobile guerriero e cacciatore sioux è circondato dal rispetto di tutta la sua tribù. Un ragazzino spesso lo accompagna nelle sue battute e a lui il cacciatore mostra anche il piccole tesoro di pepite d'oro che egli ha raccolto. Due ladri bianchi senza scrupoli rapiscono il bambino e con la forza lo costringono a rivelare il nascondiglio del tesoro. Il guerriero sioux in quel momento sta accompagnando alcuni bianchi impegnati ad effettuare delle rilevazioni sul territorio. Guardando nel loro telescopio viene a conoscenza ciò che sta accadendo: i ladri si sono impossessati del tesoro e stanno fuggendo in canoa con il ragazzino prigioniero, dopo aver ucciso il suo vecchio nonno accorso a difenderlo. Il sioux giura vendetta sul corpo del vecchio caduto. Raggiunta la canoa, ingaggia una lotta furibonda con i due ladri che si conclude con la loro morte e la liberazione del bambino.

## Produzione
Prodotto dalla American Mutoscope & Biograph, il film fu girato nel New Jersey, a Galilee, sul fiume Passaic, utilizzando anche la location delle sue cascate di Little Falls (Passaic River Falls).

### Cast
- Bret Harte (1836-1902) era uno scrittore che aveva vissuto gli ultimi giorni della corsa all'oro in California e che aveva riportato, come giornalista, sulla stampa nazionale la storia del massacro della pacifica tribù indiana dei Wiyot nel 1860. Harte era morto qualche anno prima a Londra: le sue opere ispirarono, tra cinema e tv, almeno una cinquantina di film. Qui, è la prima volta che un suo romanzo venne adattato per lo schermo.
- John Tansey (1901-1971) era, all'epoca, un bambino di sette anni che, dopo questo suo primo film, continuò a recitare con Griffith nei seguenti due anni per un totale di sette pellicole. Il piccolo John, dopo una pausa di cinque anni, sarebbe tornato al cinema nel 1915, continuando ancora per alcuni anni la sua carriera di attore e diventando anche regista e produttore.

## Distribuzione
Distribuito dall'American Mutoscope & Biograph, il film - un cortometraggio di circa quattordici minuti conosciuto anche come The Redman and the Child - uscì nelle sale il 28 luglio 1908.
Non si conoscono copie ancora esistenti della pellicola che viene considerata presumibilmente perduta
.